# 滨田耕作
滨田耕作（日语：／，1881年2月22日—1938年7月25日），号青陵（せいりょう），日本考古学家。京都帝国大学教授、校長。被称为「日本近代考古学之父」。他的儿子滨田敦也是京都大学教授，研究日语。

## 生平
岸和田藩上級藩士滨田家的长子，出生于大阪府岸和田市。就读于大阪府立北野中学校（現大阪府立北野高等学校），后被开除，转学到东京府旧制早稻田中学校（現早稻田中学校及高等学校）。之后，在第三次高等學校 （現在的京都大学综合人间学部）、东京帝国大学专攻艺术史，1905年毕业。之后，留学欧洲继续研究考古学。返回日本后，任京都帝国大学考古学研究室第一任教授。1918年，被授予文学博士学位。他在《通論考古学》一书中，给考古学下了定义：“考古学是研究人类的物质遗物（基于人类的过去）的学问。”这本书长期以来一直作为考古学教科书而广受欢迎，它提高了日本考古学的水平，并使考古学在日本传播开来。
他发现了梅原末治、末永雅雄、小林行雄等人，形成了京都学派的考古学。他将欧洲考古研究方法纳入日本传统考古方法中，并进一步调查了中国和朝鲜半岛的亚洲遗址，为日本考古研究的发展做出了巨大贡献。
1937年就任京都帝国大学校長。1938年春后，生病住入京都帝国大学病院治疗，恰逢发生了清野事件（医学部教授清野謙次从古寺盗取古文書等被逮捕、起訴，被从京大免職）。滨田耕作因感到自己有责任而在7月初辞职，尽管处于病危状态，他还是出院返回家中，最终因肾萎缩而导致尿毒症并发去世。
死後埋葬在京都市左京区法然院墓地。1988年，岸和田市和朝日新聞社共同以他的名字设立了滨田青陵奖，以授予取得考古学、歴史、美術等优秀研究成果的人。

## 年譜
- 1881年2月22日，出生于大阪府岸和田市。
- 1894年，进入大阪府立第一尋常中学校学习。
- 1898年，受到退校处分，转入早稻田中学。
- 1899年，进入第三高等学校学习。
- 1902年，进入東京帝国大学文科大学史学科学习。
- 1905年，大学毕业後，进入研究生院。参与美術雜誌“国华”的编辑。
- 1909年，与野村琴寿結婚。就任京都帝国大学文科大学講師。
- 1913年，就任京都帝国大学文科大学助教授，前往欧洲留学。
- 1916年，负责京都帝国大学文科大学、考古学講座。
- 1917年，就任京都帝国大学文科大学教授。
- 1925年，与島村孝三郎、原田淑人（日语：原田淑人）等人一起創立东亚考古学会。
- 1931年，被推举为帝国学士院会員。
- 1937年，就任京都帝国大学总長。
- 1938年7月25日逝去，葬于京都鹿谷法然院。

## 代表著作
- 考古學通論（1916年），参考了弗林德斯·皮特里（1853～1942）的《考古学的研究法及其目的》（1904）并加入了自己的理解
- 希臘紀行（1918年）
- 南歐游記（1919年）
- 通論考古學（1922年）（中文版譯名為考古學通論，俞劍華譯，1931年）
- 百濟觀音（1926年）
- 橋と塔（1926年）
- ミハエリス氏美術考古学発見史（翻译，1927年）
- 博物館（1929年）
- 考古游記（1929年）
- 東亞文明之黎明（1930年）（汪馥泉譯，1932年、2015年；楊錬，1935年，譯為東亞文明的黎明）
- 天正遣欧使節記（1931年）
- 慶州の金冠塚（1932年）
- 新羅古瓦の研究（共著、1934年）
- 考古學研究（1938年）
- 日本美術史研究（1940年）（中國美術學院出版社，2008年）
- 考古學入門（1941年）
- 東洋美術史研究（1942年）
- 東亞考古学研究（1943年）
- 青陵随筆（1947年）
- 濱田耕作著作集（全7巻，同朋舍出版，1987年～1993年）

## 传记
- 藤岡謙二郎《浜田青陵とその時代》（学生社，1979年）
- 《東方学回想 Ⅳ　先学を語る〈2〉》（刀水書房、2000年），收录了有关人士座談会。

## 脚注
1. ↑  .   [2018-08-03]. （原始内容存档于2018-08-04）.
2. ↑  , 第三高等学校: 127, 1902  [2018-08-03], （原始内容存档于2018-08-08）
3. ↑  , 東京帝国大学: 208, 1907  [2018-08-03], （原始内容存档于2018-08-08）
4. ↑  .   [2018-08-03]. （原始内容存档于2018-08-08）.
5. ↑  濱田耕作, , 大鐙閣: 11, 1922  [2018-08-03], （原始内容存档于2018-08-08）